# Simon Veroneg
Simon Veroneg (* 1987 in Eibiswald) ist ein österreichischer Kameramann.

## Leben
Simon Veroneg startete in der Kameraabteilung als Digital Image Technician und stieg zum Kamera Operator und 2nd Unit Kameramann auf. Sein erster Kinospielfilm als Chefkameramann war Immenhof – Das große Versprechen.
Seit 2021 arbeitet er auch vermehrt als Kameramann für Videokünstler. Seine Arbeiten wurden unter anderem im Moma PS1 in New York, im Haus der Kulturen der Welt in Berlin, im Art Institute of Chicago, dem Jüdischen Museum Berlin und dem Gammelstrand in Kopenhagen ausgestellt. Gelegentlich arbeitet er auch für künstlerische Projekte mit den Mitteln der Fotografie. Publikationen gab es zum Beispiel in der Vogue, dem Monopol Magazin oder im The Guardian.
Bei der 60. Biennale di Venezia wurden seine Kameraarbeiten für Yael Bartana im Deutschen Pavillon ausgestellt.
Für die Bildgestaltung im Musikvideo 838 von Thirsty Eyes bekam er eine Nominierung beim renommierten Camerimage Filmfestival. Ebenfalls nominiert wurde er für die beste Kamera beim International Cinematographers’ Film Festival „Manaki Brothers“ für seine Arbeit der Videoinstallation Never come back.
Simon Veroneg lebt in Berlin.

## Filmografie (Auswahl)
- 2013: Nachtzug nach Lissabon
- 2015: Point Break
- 2016: Brimstone (Kinospielfilm, 2nd Unit Director of Photography)
- 2018: Thirsty Eyes: 838 (Kurzfilm)
- 2022: Immenhof – Das große Versprechen (Kinospielfilm)

## Videoinstallationen (Auswahl)
- Capital
- Never come back
- Chaim Hermann Steinschneider
- Overcoming the future
- Farewell (Biennale di Venezia, Wettbewerb)